# Государственный музей природы и экологии Республики Беларусь
Музей природы и экологии Республики Беларусь — филиал Национального исторического музея Республики Беларусь, основанный 8 июля 1991 года на базе накопленной коллекции научно-природоведческого профиля Государственного музея БССР. По состоянию на 1999 год, музей насчитывает более 40 тысяч экспонатов. Площадь экспозиции составляет 350 квадратных метров. В 6 тематических залах (минералогический, фенологический, природоохранный, реки, озёра, лес) экспонаты рассказывают о природных богатствах, эволюции фауны и флоры с древних времён до наших дней. Музей также ведёт исследовательскую работу по оценке современного состояния природы, создаёт по ней базу данных (коллекции флоры, фауны, минералогии, палеонтологии), способствует распространению экологических знаний.

## Коллекции
В музее более 235 000 экспонатов, собранных в 24 категории:
1. Коллекция рыб
2. Коллекция рептилий
3. Коллекция черепов и костей
4. Коллекция паукообразных
5. Коллекция ракообразных
6. Сбор грибов
7. Сборник материалов об ученом Э. Б. Наркевич-Йодка
8. Коллекция плакатов, щитов, листовок по охране окружающей среды.
9. Сборник книг, брошюр, журналов, буклетов по охране окружающей среды, «Красные книги» СССР, РСФСР, БССР и Республики Беларусь.
10. Сборник материалов ученого-ботаника А. Ф. Флерова начало двадцатого века
11. Коллекция картин
12. Коллекция плёночных, фото и фотодокументов
13. Коллекция птиц
14. Коллекция млекопитающих
15. Оологическая коллекция
16. Коллекция насекомых
17. Коллекция древесно-кустарниковых и травянистых растений (гербарные листья).
18. Коллекция мхов и лишайников
19. Коллекция семян и шишек
20. Коллекция минералов
21. Коллекция скал
22. Валеонтологическая коллекция
23. Коллекция ваз, декоративных тарелок, чайных сервизов с изображениями растений и животных.
24. Коллекция декоративно-прикладного искусства

## Галерея

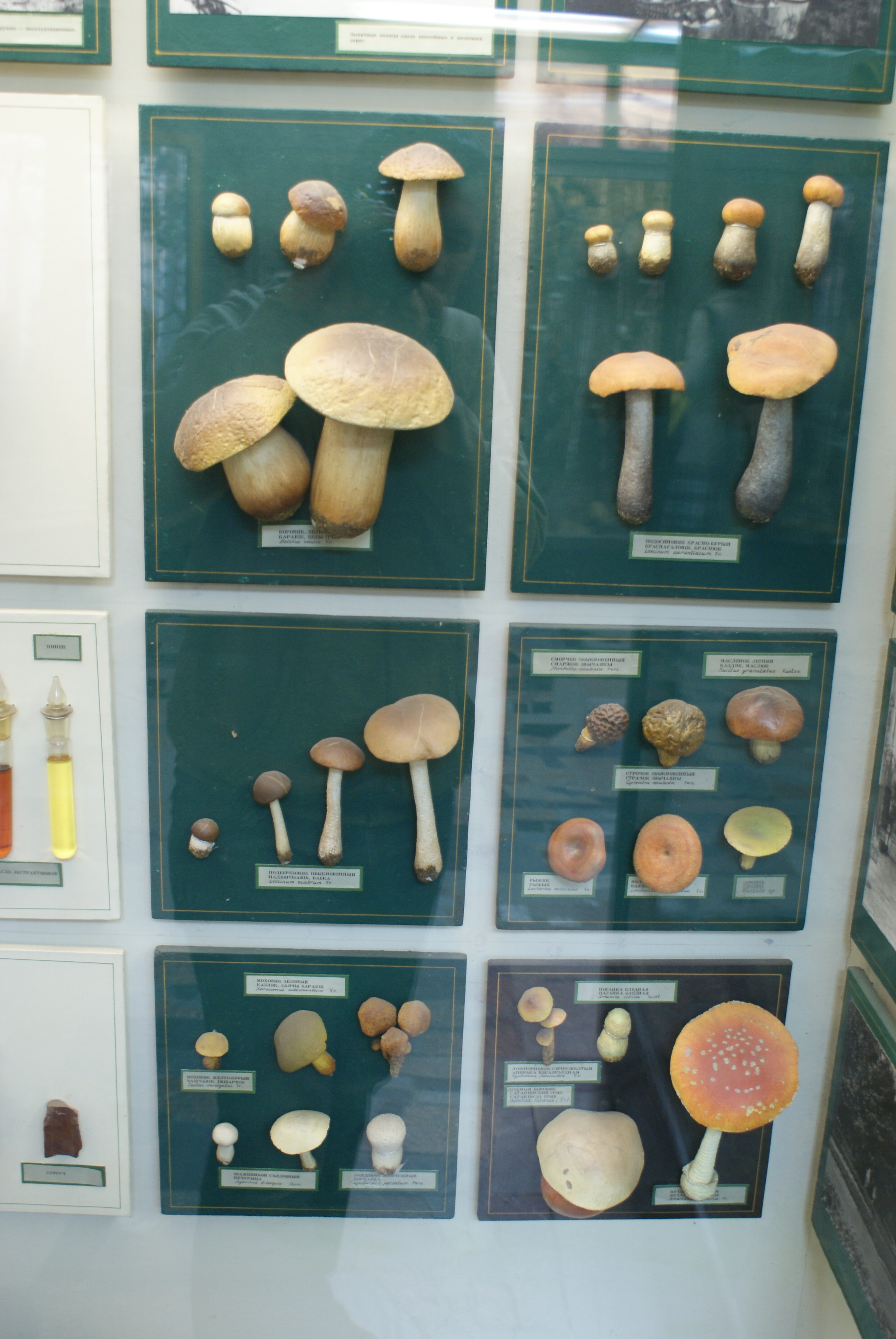
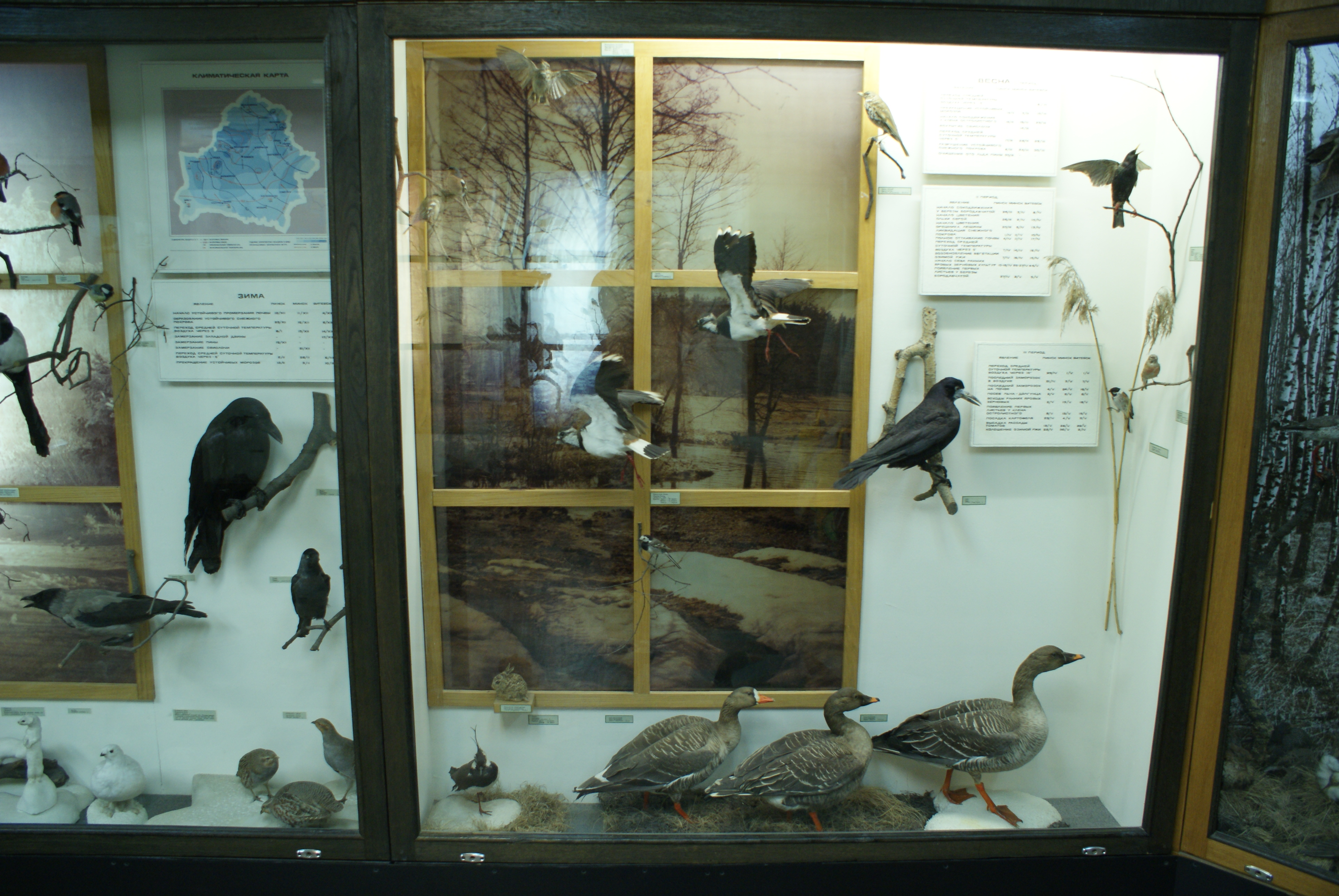
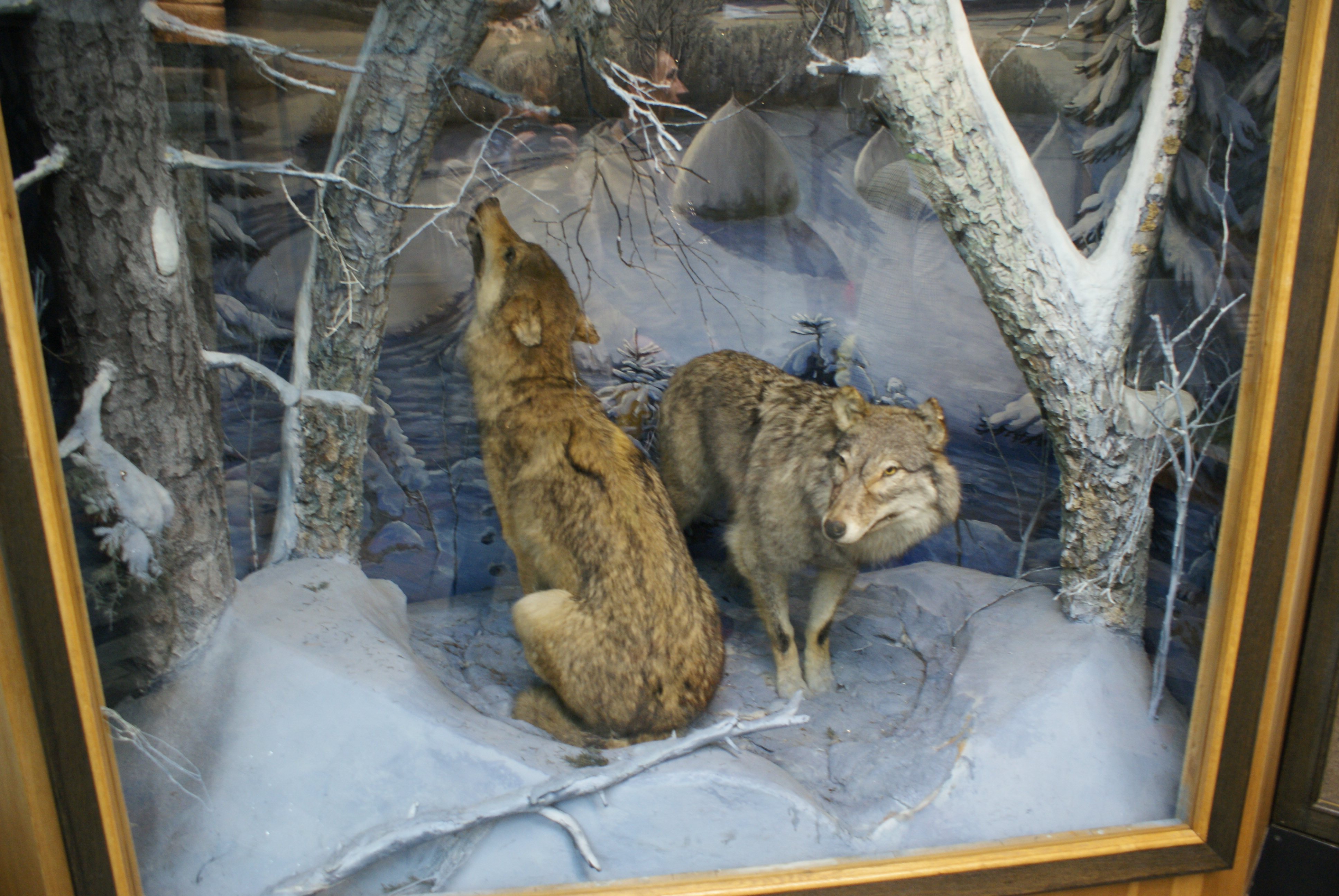
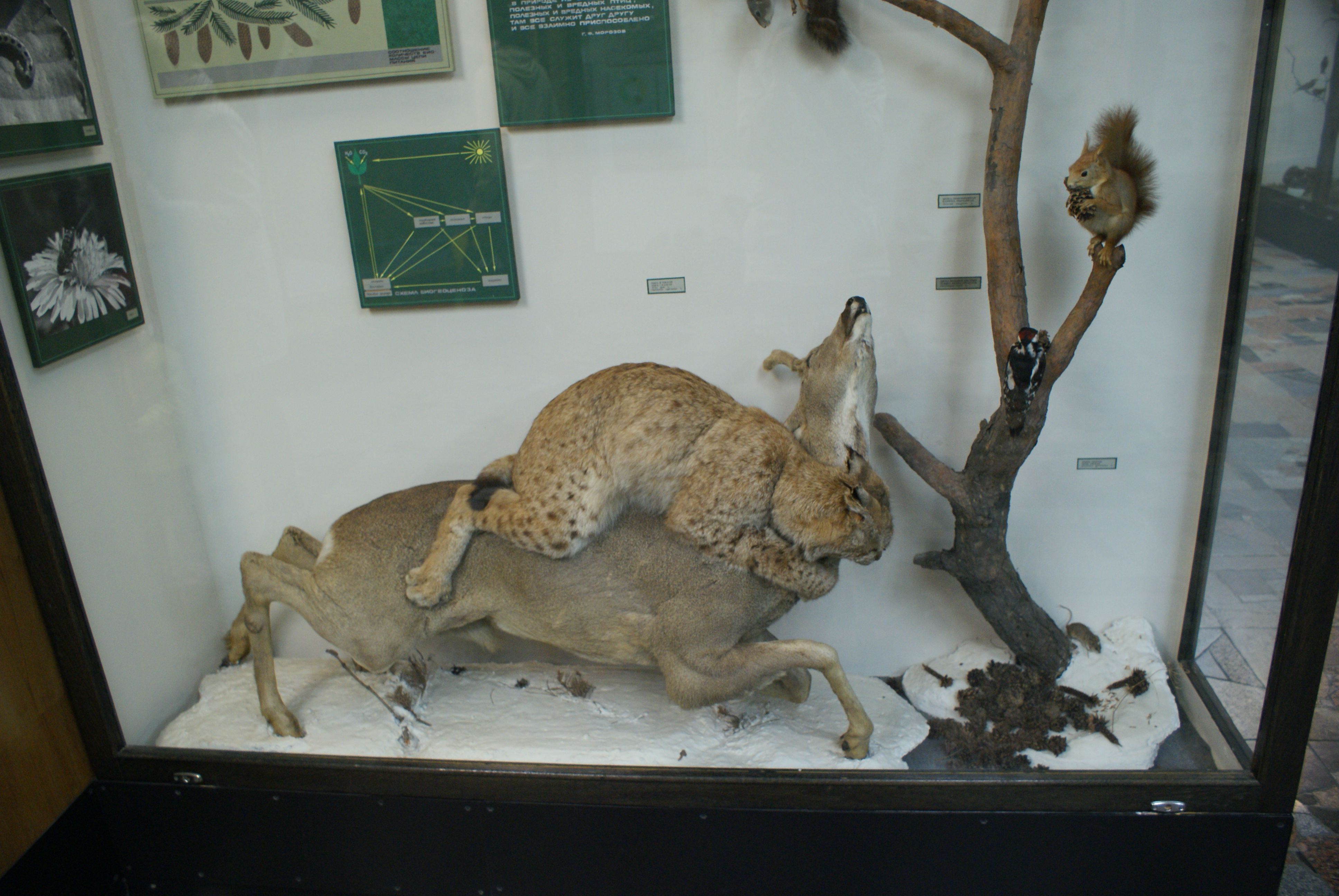
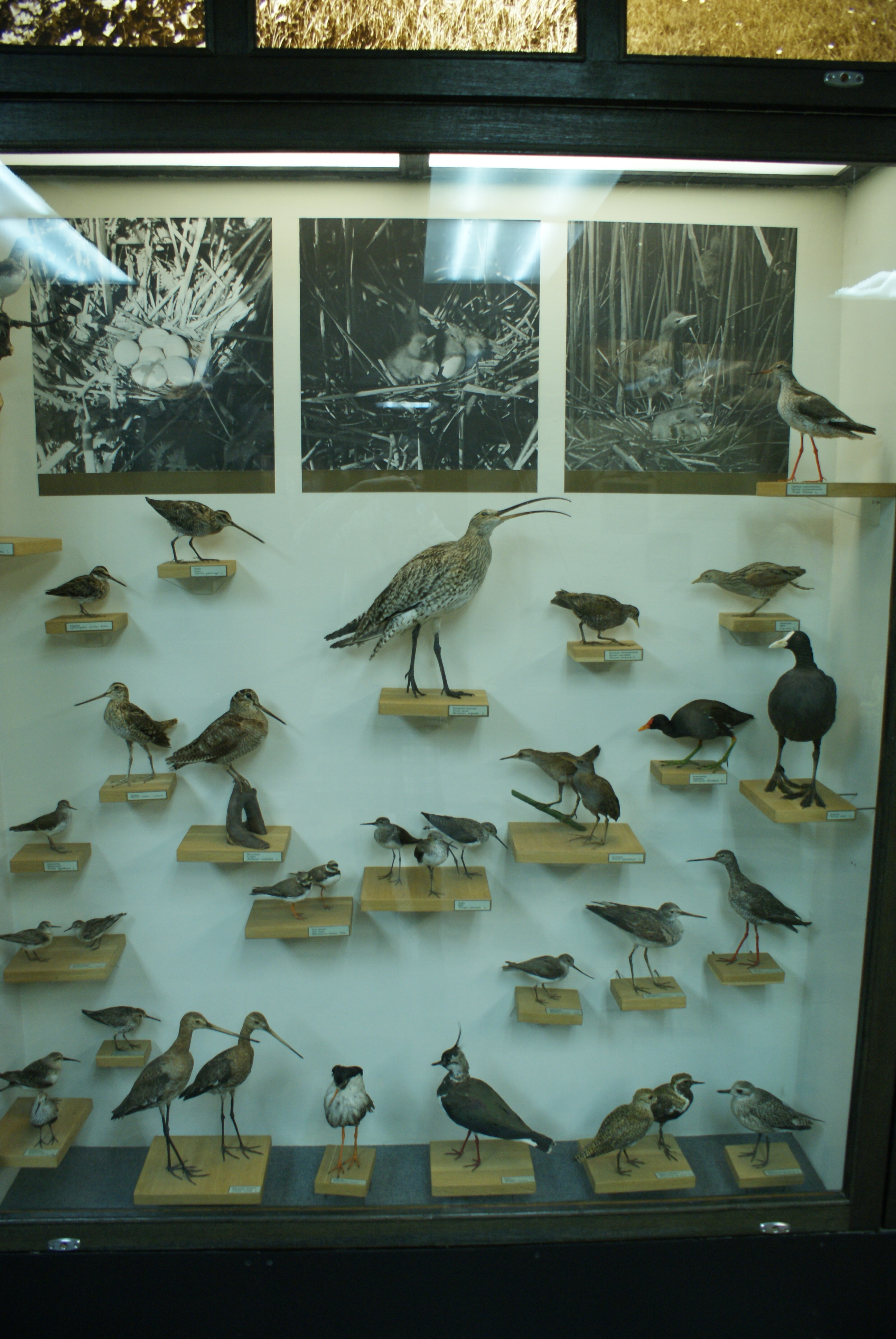
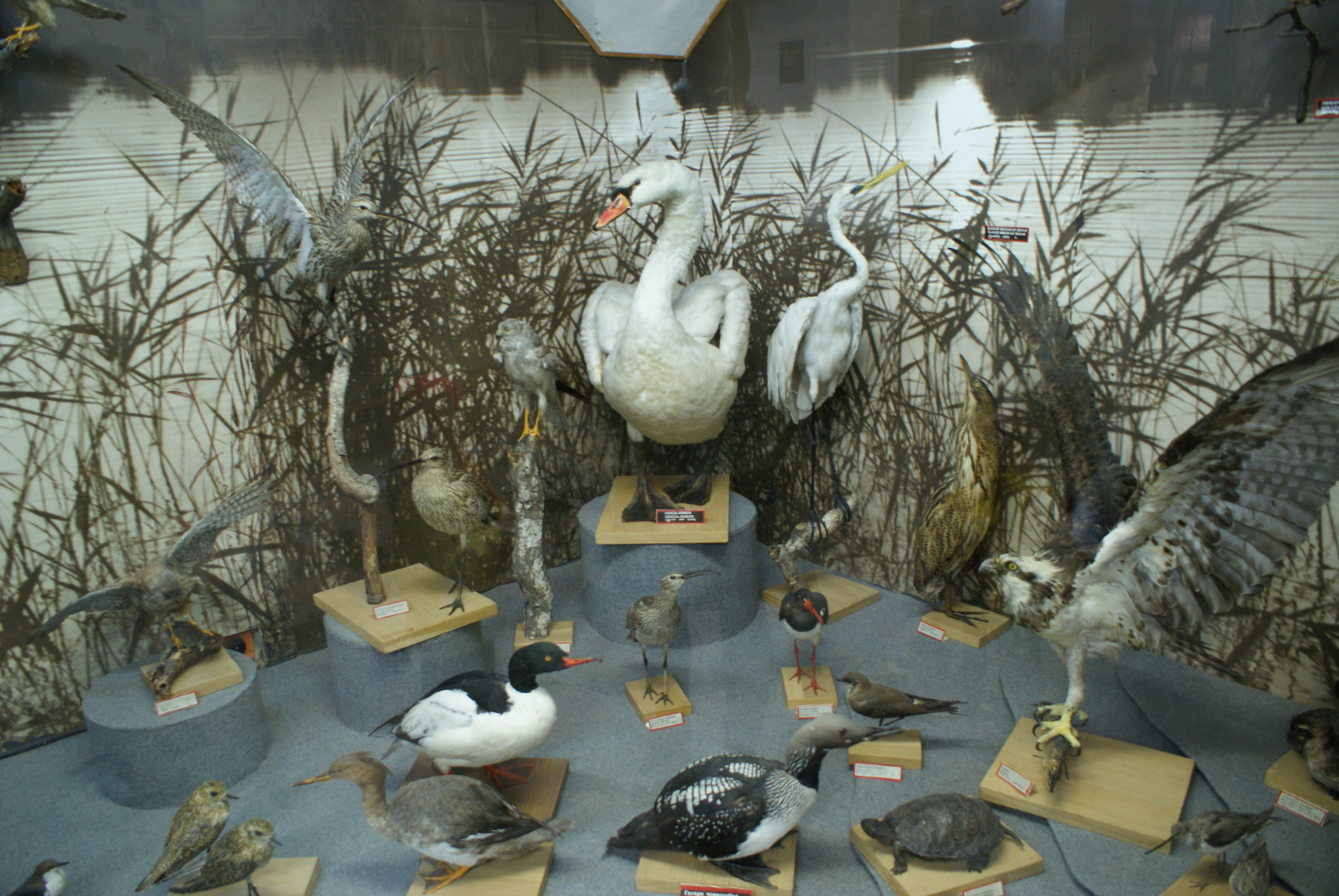
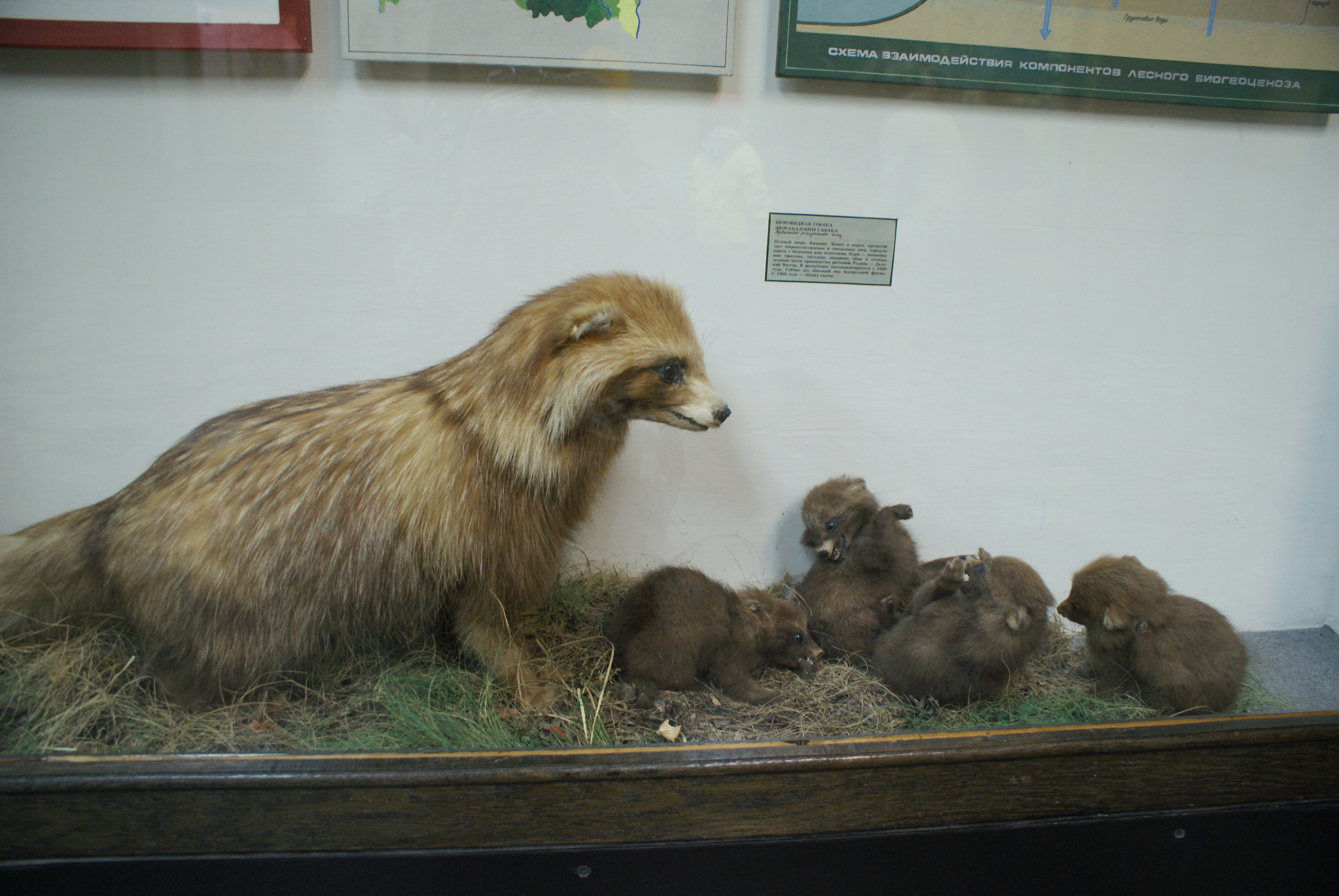
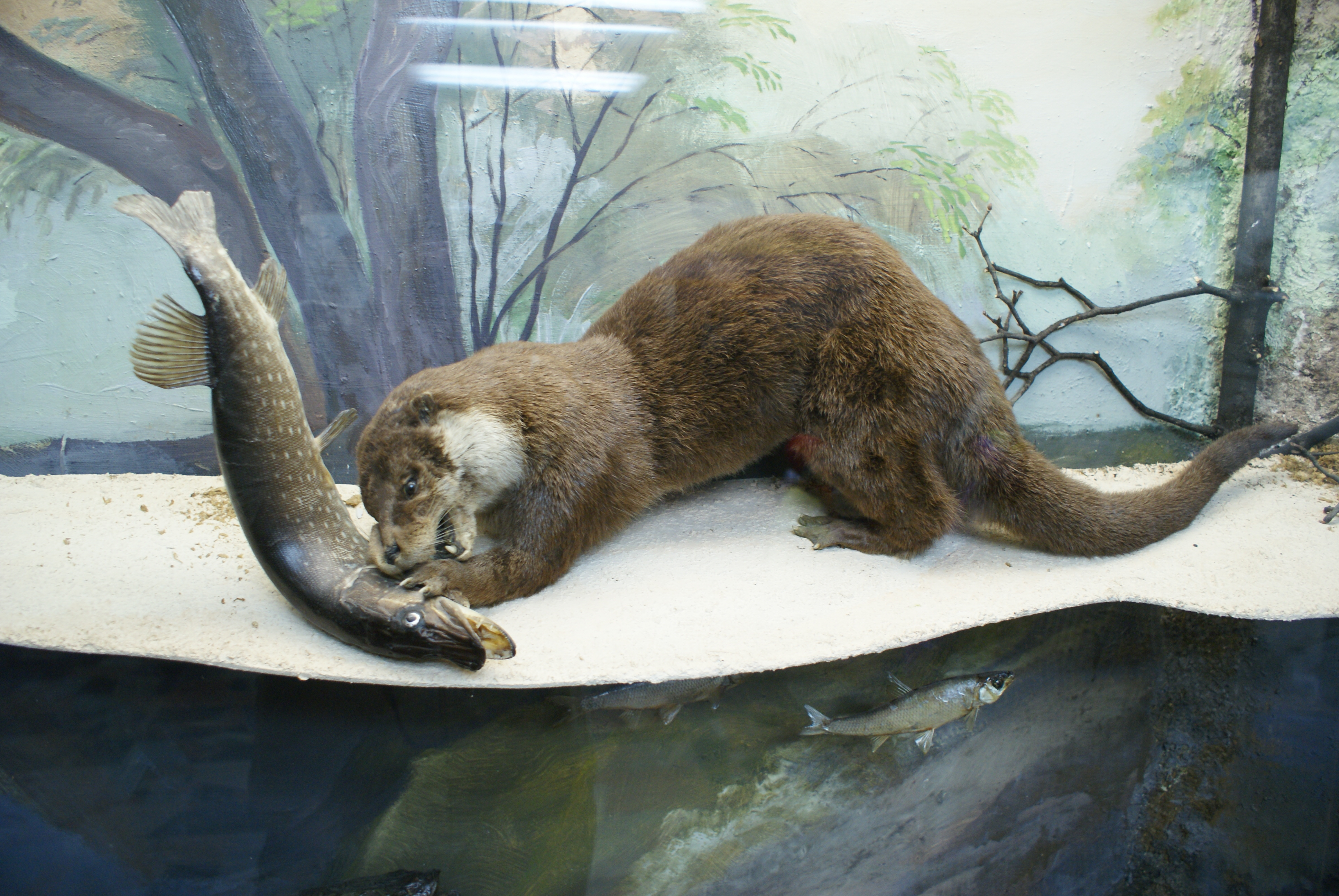
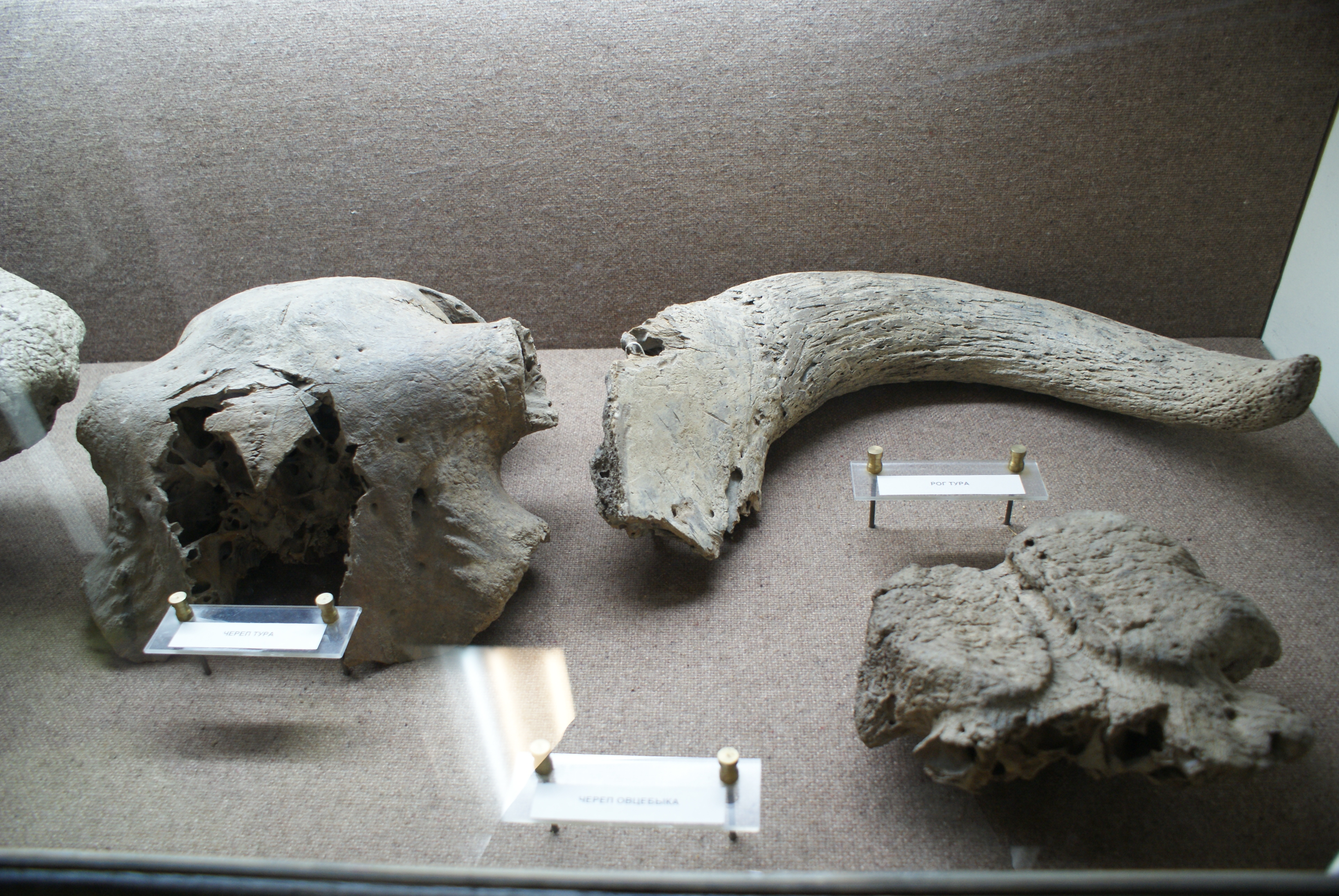